# Pelidnota carlettii
Pelidnota carlettii är en skalbaggsart som beskrevs av Soula 2009. Pelidnota carlettii ingår i släktet Pelidnota och familjen Rutelidae. Inga underarter finns listade i Catalogue of Life.